# アリー・ゼイダーン
アリー・ゼイダーン (アラビア語: علي زيدان, ラテン文字転写: Ali Zeidan（もしくはZidan）、1950年 - )は、リビアの政治家、外交官。同国首相（2012年10月31日議会承認、2012年11月14日内閣発足）を務めた。ジュネーヴを本拠地とする人権派弁護士であり、リビアでは果断なリベラル主義者とみなされている。日本語メディアでは、アリ・ゼイダン、アリ・ジダンなどと表記されている。

## 経歴
1970年代より在印リビア大使であったムハンマド・ユースフ・エル＝マガリエフのもとで外交官として活動。両人とも1980年に亡命し、リビア救済国民戦線（National Front for the Salvation of Libya）の結成に動いた。2011年リビア内戦の際には反政府勢力リビア国民評議会（NTC）のヨーロッパに対する特命全権公使を務め、フランスのニコラ・サルコジ大統領に反カダフィ勢力を支援するよう説得するため重要な役割を演じたことが特記される。
2012年の国民議会選挙ではジュフラ県より無所属候補として立候補し当選。元首格である議会議長の有力候補であったが、決選投票では外交官時代の上司であるマガリエフに85対113で敗れた。首相にはムスタファー・アブーシャーグールが指名されたものの期限内の組閣に失敗し、10月7日に不信任案を可決され解任。これを受け、議会第2党の公正建設党の支持を得るムハンマド・アル＝ハラリに対抗し首相の座を目指した。ゼイダーンは10月14日に議会にて93対85で首相に指名され、2週間以内に議会より新内閣の承認を得るための作業に取り掛かった。リベラル派やイスラム主義者を含めた32名による組閣案を予定より1日遅らせて10月30日に議会に提出し、これは議会第1党の国民勢力連合や第2党の公正建設党にも繋がりのある人物が含まれていたため両党ともに組閣に合意し、承認の採決でも広く支持を得るものとみられていた。議会での採決の際に反カダフィ派の元兵士が議場に乱入したため採決が延期されるというトラブルにも見舞われたが、10月31日に議会より承認を得て憲法制定などを使命とする移行政権の発足が決定した。賛成105、反対9、棄権18という圧倒的多数での承認だったが、外務大臣など6名の閣僚に関しては反対意見がついた。11月14日に行われた式典で正式に就任。
ゼイダーンは元暫定首相のマフムード・ジブリールによって作られたリベラル政党で議会第1党の国民勢力連合に所属する議会議員の支持を得ているほか、労働者団体や南部グループと繋がりのある無所属議員（それぞれ20名、31名）も支持しているとされた。
2013年10月10日、トリポリ市内のホテルから旧体制派の民兵組織に連れ去られ、数時間後に解放された。
2014年3月、反政府勢力の支配下にある東部シドラの港に朝鮮民主主義人民共和国の旗を掲げた石油タンカーが政府の許可無く入港するという問題が起こり、石油を積み込んで出国すれば爆撃すると警告したものの結局は出国を阻止できず、3月11日にリビア議会にて不信任決議を可決され首相を解任された。タンカーはその後、3月16日にキプロス南東沖にてNavy SEALsによって制圧されている。解任後は治安上の理由から、検事総長が発した渡航禁止命令を無視しドイツに逃れた。
2017年8月初めに解任後初めて帰国したが、8月13日にトリポリで民兵組織に拉致され消息がわからなくなった。22日に9日ぶりに無事解放され、翌日に再びリビアを離れた。